# I'm a Mess (canción de Avril Lavigne y Yungblud)
«I'm a Mess» es una canción de la canadiense Avril Lavigne junto al cantante Yungblud. Se lanzó el 3 de noviembre de 2022 a través de Elektra Records como el tercer sencillo del séptimo álbum de estudio de Lavigne Love Sux (2022).

## Antecedentes y composición
El lanzamiento se anunció el 24 de octubre de 2022 en una transmisión en vivo con Yungblud cortando el cabello de Lavigne con un fragmento de la canción. Es una balada de guitarra que comienza con Lavigne cantando sobre un ser querido ausente, la batería entra más tarde antes del verso de Yungblud, que escucha al artista hablar sobre que su vida no ha sido la mismo desde esa noche. En el coro, el dúo anhela un reencuentro.

## Recepción crítica
«I'm a Mess» fue recibido positivamente tras su lanzamiento; con Jack Rogers de Rock Sound la describió como «realmente encantadora» y una «canción de amor abierta, existencial y sentimental sobre sentirse perdido y solo, pero sabiendo que hay alguien más allí que puede devolverlo al centro». Escribiendo para Kerrang!, Emily Carter se refirió a la canción como «una balada dulce y sentimental».
Consequence la nombró como canción de la semana, con Paolo Ragusa elogiando la voz de Lavigne y Yungblud y sus «actuaciones auténticas y de sincera honestidad»; comentando además que «es una indicación, el próximo ciclo de álbumes de Lavigne podría duplicar este tipo de sinceridad, y suena radiante y verdaderamente inspirada. Y con un gancho de pop rock que pertenece a los mejores coros de Lavigne, se añadió además que el tema es un memorable paso adelante tanto para [Yungblud] como para  Lavigne».

## Recepción comercial
En los Estados Unidos tuvo éxito comercial en la transmisión al aire y alcanzó el número 12 en la lista Adult Top 40 de Estados Unidos. Debutó en el número 33 en la lista Hot Rock & Alternative Songs de Estados Unidos. La canción además alcanzó el número 24 en la lista Pop Airplay y se mantuvo por catorce semanas en la lista.

## Video musical
El video musical se lanzó el mismo día que el sencillo y presenta a Lavigne «reflexionando bajo el sol mientras [Yungblud] deambula por un Londres sombrío, antes de encontrarse al final para una actuación de la canción».

## Lista de ediciones
| Descarga digital |              |          |  |
| N.º              | Título       | Duración |  |
| 1.               | «I'm a Mess» | 3:07     |  |

| Streaming |                                        |          |  |
| N.º       | Título                                 | Duración |  |
| 1.        | «I'm a Mess" –»                        | 3:07     |  |
| 2.        | «Bois Lie» (com Machine Gun Kelly)     | 2:43     |  |
| 3.        | «Love It When You Hate Me» (blackbear) | 2:25     |  |
| 4.        | «Bite Me»                              | 2:39     |  |

| Descarga digital y streaming (versión Jaón extended play) |                         |          |  |
| N.º                                                       | Título                  | Duración |  |
| 2.                                                        | «I'm a Mess»            | 3:07     |  |
| 3.                                                        | «Mercury in Retrograde» | 2:09     |  |
| 4.                                                        | «Pity Party»            | 1:54     |  |

## Posicionamiento en listas
| Listas (2021)                                 | Mejor posición |
| --------------------------------------------- | -------------- |
| Bélgica (Ultratop 50) Flanders                | 44             |
| Canadá Digital Song Sales (Billboard)         | 34             |
| Canadá CHR/Top 40 (Billboard)                 | 45             |
| Canadá Hot AC (Billboard)                     | 27             |
| Estados Unidos (Adult Contemporary)           | 22             |
| Estados Unidos (Adult Top 40)                 | 12             |
| Estados Unidos (Hot Rock & Alternative Songs) | 28             |
| Estados Unidos (Mainstream Top 40)            | 24             |
| Japón Hot Overseas (Billboard)                | 12             |
| Nueva Zelanda Hot Singles (RMNZ)              | 39             |
| Reino Unido UK Downloads (OCC)                | 25             |
| Reino Unido Singles Sales (OCC)               | 28             |
| República Checa (Rádio Top 100)               | 38             |

## Historial de lanzamiento
| País           | Fecha                   | Formato                      | Discográfica          | Ref    |
| -------------- | ----------------------- | ---------------------------- | --------------------- | ------ |
| Varios         | 3 de noviembre de 2022  | Descarga digital y streaming | DTA y Elektra         | [ 3 ]  |
| Italia         | 11 de noviembre de 2022 | Radio airplay                | Warner                | [ 25 ] |
| Estados Unidos | 14 de noviembre de 2022 | Adult contemporary           | Elektra y 300 Elektra | [ 26 ] |
| Estados Unidos | 15 de noviembre de 2022 | Contemporary hit radio       | Elektra y 300 Elektra | [ 27 ] |